# フイナム
HOUYHNHM（フイナム）は株式会社ライノが運営している日本のWEBマガジン。ファッション、スポーツ、ライフスタイル、カルチャーなどの情報を配信する。月間100近い記事を更新。
2015年には「HOUYHNHNM Unplugged（フイナム・アンプラグド）」として雑誌を創刊。2004年開設と、メンズファッション領域においては古くから続いているWEBメディアの一つである。
フイナムの語源はガリバー旅行記に登場する馬の種族“フウイヌム”であり、作中においては邪悪な生物である“ヤフー”の上位存在として描かれている。
本稿では、株式会社ライノについても併記する。

## 歴史
- 1994年 株式会社ライノの前身である有限会社ハッスル設立。
- 2004年 10月、WEBの雑誌「フイナム」開設。
- 2006年 社名を株式会社ライノに変更。
- 2015年 3月、同社初となる紙の雑誌「フイナム・アンプラグド」を発刊。
- 2017年 女性版WEBマガジンのガールフイナム（GIRL HOUYHNHNM）を開設。コンセプトはシンディ・ローパーの曲名から「Girls Just Want To Have Fun!」に。